# Jade Johnson
Jade Johnson (Londres, Reino Unido, 7 de junio de 1980) es una atleta británica retirada especializada en la prueba de salto de longitud, en la que ha conseguido ser subcampeona europea en 2002.

## Carrera deportiva
En el Campeonato Europeo de Atletismo de 2002 ganó la medalla de plata en el salto de longitud, llegando hasta los 6.73 metros, siendo superada por la rusa Tatyana Kotova (oro con 6.85 m) y por delante de la húngara Tünde Vaszi (bronce con 6.73 metros).